# Ngor (Insel)
Ngor (französisch Île de Ngor) ist eine kleine Insel vor der Küste Senegals. Das Eiland liegt vor dem Cabo Verde und gehört zum Arrondissement Ngor im Nordwesten der Hauptstadt Dakar. Ngor ist etwa 500 m dem Strand des gleichnamigen Küsten- und Fischerortes Ngor vorgelagert.
Die Insel ist vulkanischen Ursprungs. Ihre dem Meer zugewandte Nordseite hat eine schroffe Felsenküste mit starker Brandung. Die dem Festland zugewandte Südseite weist auch Sandstrände auf mit ruhiger See. 
Auf der Insel leben etwa hundert Einwohner. Einige Bewohner von Ngor, Fischer oder Bauern der hier ansässigen Ethnie der Lébou, nutzten ursprünglich die Insel nur um hier Schafe zu weiden und Hirse anzubauen. Ab den 1950er Jahren begannen sie, sich auf der Insel in kleinen Hütten niederzulassen und entdeckten nach und nach den Tourismus als Einnahmequelle. Die Insel bietet eine empfehlenswerte Gastronomie mit lokalen Spezialitäten und frischem Fisch. Es werden private Zimmer zur Übernachtung angeboten oder man kann kleine Ferienhäuschen mieten. Für Tagestouristen gibt es einen Fährbetrieb zwischen Ngor und der Insel, der mit Pirogen, den traditionellen Fischerbooten, betrieben wird.
Beliebt ist die Insel bei Tauchern, Sportfischern und Surfern, aber auch bei Menschen, die Ruhe vor dem Trubel der Metropole suchen. Auch die Beobachter von Seevögeln kommen hierher.
Die Insel hat nach dem Willen der Bewohner keine zentrale Stromversorgung. Das ist einer der Gründe, warum man oft Sonnenkollektoren sieht, die Strom liefern, ebenso Windturbinen und schallgedämpfte Stromaggregate.

## Persönlichkeiten
Namhafte Künstler hatten auf der Insel Feriendomizile erworben:
- France Gall (1947–2018), französische Sängerin
- Akon (1973–), senegalesisch-amerikanischer Künstler